# 머서 지역 교육청
메르서 지역 학군은 미국 펜실베이니아주의 머서 카운티 일부를 서비스하는 소규모의 교육기관으로, 중심지인 메르서 벅버를 중심으로 제퍼슨 타운십, 쿨스프링 타운십, 핀들리 타운십, 이스트 라커완눅 타운십 등의 지역 사회를 포함하고 있다. 이 지구는 약 91제곱마일(240km²)의 면적을 포함하고 있다. 2002년 현지 인구 조사 데이터에 따르면, 이 지구는 약 11,000명의 거주자를 대상으로 서비스를 제공하고 있다. 그러나 2010년에는 지구 내 인구가 10,745명으로 감소하였다. 2009년에는 해당 지역 거주자의 1인당 소득이 16,996달러이며, 가구의 중앙 소득은 44,043달러였다.
메르서 지역 학군은 두 개의 학교를 운영하고 있다: 메르서 지역 초등학교(Mercer Area Elementary School)와 메르서 지역 중학교 및 고등학교(Mercer Area Middle - High School)

## 교외 활동
머서 지역 교육구는 다양한 클럽, 활동 및 스포츠 프로그램을 제공한다.

### 스포츠
머서 지역 교육청에서는 다음 스포츠에 자금을 지원한다. :
| Boys - Baseball - AA - Basketball - AA - Cross Country - A - Football - A - Golf - AA - Soccer - A - Track and Field - AA - Wrestling - AA | Girls - Basketball - AA - Cross Country - A - Soccer (Fall) - A - Softball - AA - Track and Field - AA - Volleyball - AA |

중학교 스포츠

| Boys - Baseball - Basketball - Cross Country - Football - Soccer - Track and Field - Wrestling | Girls - Basketball - Cross Country - Track and Field - Volleyball |

PIAA 디렉토리 2013년 7월 자료에 따름